# هيروشي موريياسو
هيروشي موريياسو (باليابانية: 森保 洋) (29 يناير 1972 في شيزوكا في اليابان – )؛ هو لاعب كرة قدم ياباني سابق كان يلعب كمداف.

## وصلات خارجية
- هيروشي موريياسو على موقع رابطة كرة القدم اليابانية للمحترفين (اليابانية)